# Fosse Way
La Fosse Way era una strada romana dell'antica provincia della Britannia (l'attuale Inghilterra), che collegava Exeter (Isca Dumnoniorum per i Romani) con Lincoln (Lindum Colonia) nelle Midlands Orientali, attraverso Ilchester (Lindinis), Bath (Aquae Sulis), Cirencester (Corinium) e Leicester (Ratae Corieltauvorum).
Essa raggiungeva Akeman Street e Ermin Way a Cirencester, attraversava la Watling Street a Venonis (High Cross) a sud di Leicester, e raggiungeva Ermine Street a Lincoln con un percorso di 182 miglia.

## Storia
La parola deriva dal latino fossa, il cui significato era  fossato. Essa infatti costituì, a partire dal 47, la prima forma di frontiera occidentale (limes) della nuova provincia di Britannia. I Romani avevano infatti invaso l'isola ed iniziato la conquista a partire dal 43. Durante il primo decennio dopo l'invasione romana, la Fosse Way potrebbe aver costituito una prima forma di limes occidentale del dominio romano in Britannia. La strada avrebbe potuto essere un fossato difensivo, che solo successivamente fu riempito e trasformato in una vera e propria strada, oppure un fossato difensivo che correva a fianco di una strada militare per almeno una parte della sua lunghezza.
La Fosse Way è l'unica strada romana in Gran Bretagna che abbia mantenuto una denominazione che richiama quella originale in lingua latina. Le altre furono ribattezzate con altri nomi in seguito all'invasione dei Anglosassoni, dopo la partenza dei romani dalla Britannia.

## La strada oggi

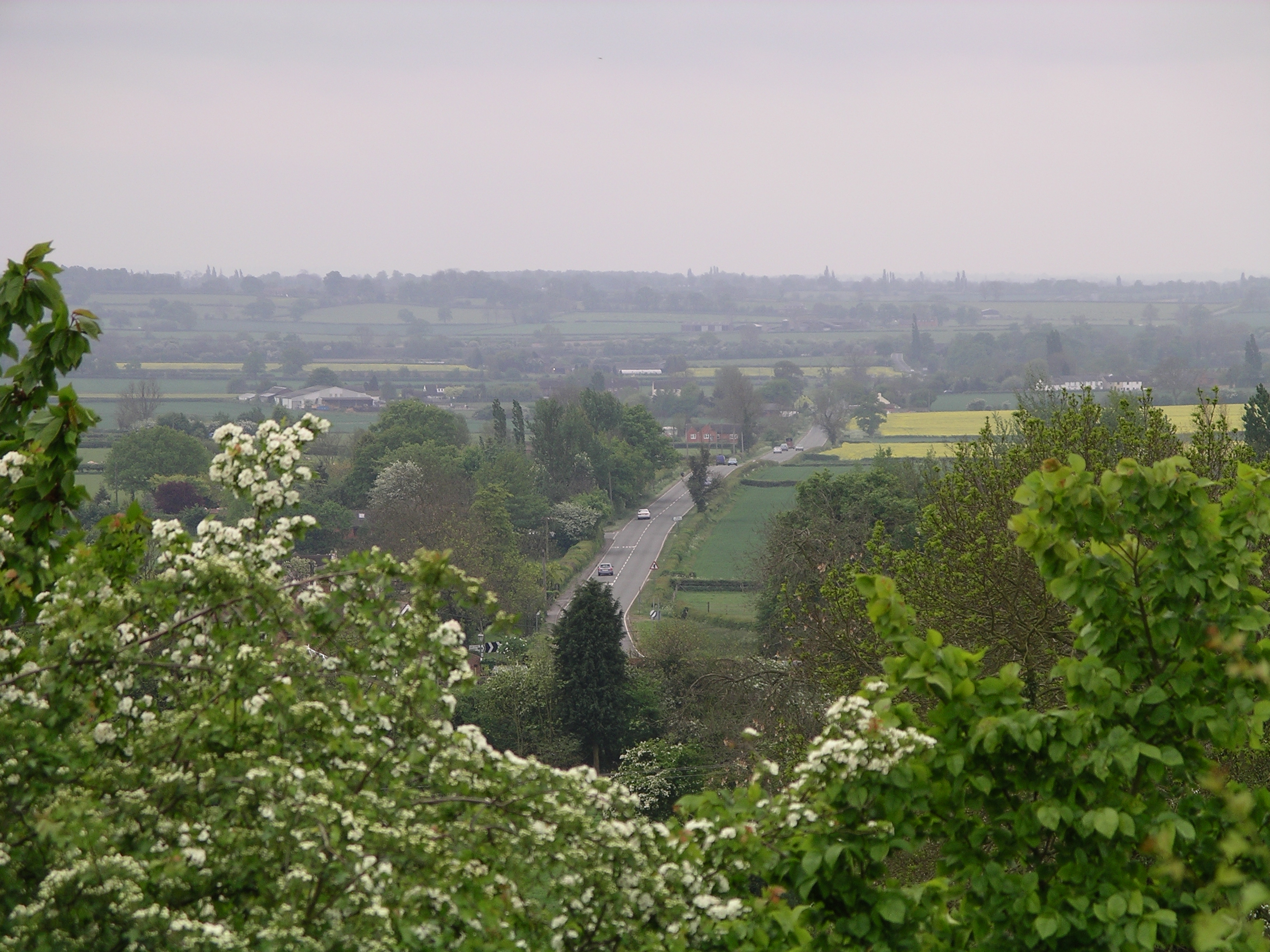
L'antica via romana, prima forma di limes romano in Britannia, nei pressi di Brinklow Castle, nel Warwickshire.

Molte sezioni della Fosse Way formano parti delle attuali strade e sentieri, confini di parrocchie, distretti o contee.
Molti nomi di luoghi sulla strada hanno il suffisso in -cester o -chester, che deriva dal latino castra che significa accampamento militare. Alcuni insediamenti sono nominati in riferimento al nome della stessa strada, come Fosse-, o -on-Fosse, mentre altri una forma più generica, come Street, Strete, -le-Street, Stratton, Stretton, Stratford, e Stretford, dal latino strata, che significa  strada pavimentata.